# Наводнения и оползни в Рио-де-Жанейро (январь 2011)
Наводнения и оползни в Рио-де-Жанейро — стихийное бедствие, произошедшее в январе 2011 года в штате Рио-де-Жанейро в Бразилии и затронувшее несколько городов. Наиболее пострадали от стихии города Терезополис, Нова-Фрибургу, Петрополис и Сумидору. Число жертв наводнений и оползней, по последним данным, составляет не менее 893 человек.
В районе Нова-Фрибургу погибли 424 человека, в окрестностях Терезополиса — 373, 71 — в Петрополисе, около Сумидору — 21, Сан Хосе до Вале до Рио Прето — 4, Бом Джардим — 1.
Президент Бразилии Дилма Русеф объявила в стране трехдневный национальный траур по жертвам стихии.
Согласно оценкам местных городских глав, реконструкция может стоить не менее 2 млрд бразильских реалов и займет 2 года.
Основной причиной стихийных бедствий, вероятнее всего, явилось Эль-Ниньо, которое также привело к наводнению в Южной Африке (2010—2011).